# Geit Prants
Geit Prants (* 7. Februar 1982) ist eine estnische Fußballspielerin.
Prants wurde bisher 32-mal für die estnische Nationalmannschaft eingesetzt. Des Weiteren bestritt sie drei Länderspiele bei der FISU Universiade 2009. Zurzeit spielt sie in der Regionalliga beim SC Opel Rüsselsheim. 
Prants studierte an der Goethe-Universität in Frankfurt, an der sie 2009 mit einer Arbeit zum Thema Talentförderung im deutschen Mädchenfußball den Magistergrad erwarb.